# Iosif Ferdinand de Austria
Arhiducele Iosif Ferdinand de Austria și Toscana  (Erzherzog Joseph Ferdinand Salvator Maria Franz Leopold Anton Albert Johann Baptist Karl Ludwig Rupert Maria Auxiliatrix von Österreich-Toskana) (n.24 mai 1872, Salzburg  – d.28 august 1942, Viena) a fost un arhiduce de Austria și mare duce de Toscana și un comandant militar. Mai târziu a fost închis pentru scurt timp la Dachau în timpul erei naziste.

## Primii ani

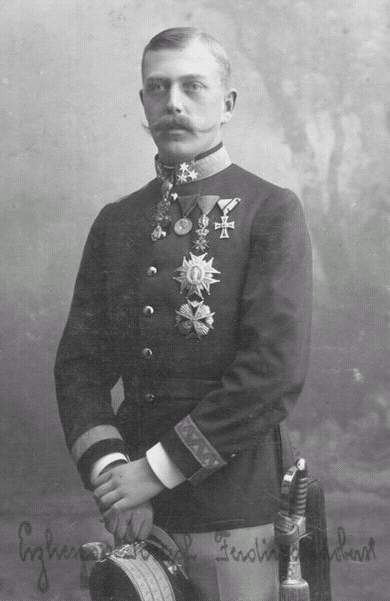

Joseph Ferdinand s-a născut la Salzburg ca fiu al lui Ferdinand al IV-lea, Mare Duce de Toscana și a soției acestuia, Alice de Bourbon-Parma. Fiind al patrulea copil și al doilea fiu, el și-a asumat rolul de moștenitor după ce fratele său mai mare a renunțat la drepturile sale în urma a numeroase scandaluri. El i-a succedat tatălui său ca șef al Casei de Toscana la 17 ianuarie 1908.

## Familie
În 1921, s-a căsătorit morganatic cu Rose Kaltenbrunner (1878-1928), apoi în 1929 cu Gertrude Tomanek von Beyerfels-Mondsee (1902-1997). Din a doua căsătorie a avut doi copii:
- Claudia Maria de Habsbourg-Toscana (1930) ;
- Maximilien de Habsbourg-Toscana (1932), care s-a căsătorit în 1961 cu Doris Williams (n. 1929)

## Arbore genealogic
1. ↑   http://alex.onb.ac.at/cgi-content/alex?aid=shb&datum=1884&page=10&size=45 Lipsește sau este vid: |title= (ajutor)